# Mażany
Mażany (niem. Masehnen) – wieś w Polsce położona w województwie warmińsko-mazurskim, w powiecie kętrzyńskim, w gminie Kętrzyn. W pobliżu wsi znajduje się Jezioro Mażańskie.
W latach 1975–1998 miejscowość administracyjnie należała do województwa olsztyńskiego.
W latach 1945–1954 wieś należała do gminy Radzieje.

## Historia wsi
Wieś lokowana była na 40 włókach w 1392 przez wielkiego mistrza Konrada von Wallenrode.
Majątek ziemski w Mażnach został częściowo rozparcelowany w roku 1927. Powstały tam gospodarstwa chłopskie o typowych zabudowaniach gospodarczych. Majątek ziemski po roku 1945 użytkowany był jako PGR. Przed likwidacją PGR był tu obiekt produkcyjny należący do Zakładu Rolnego w Parczu. W Mażanach w tym czasie było 80 krów dojnych i około 200 szt. młodego bydła.
W roku 2000 w Mażanach mieszkały 172 osoby.